# Ruder-Europameisterschaften 2018 – Leichtgewichts-Doppelzweier (Frauen)

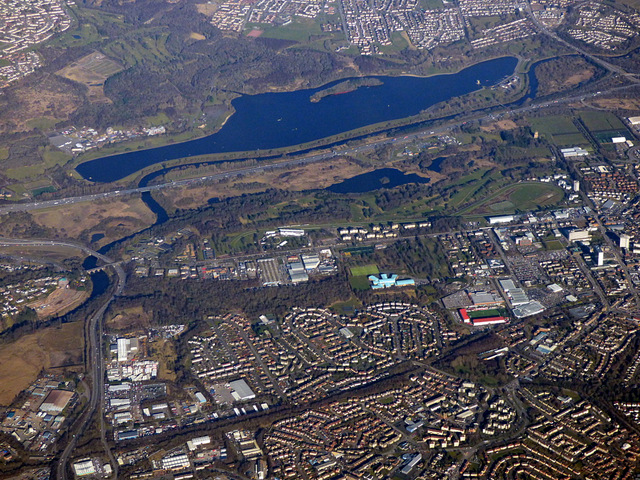
Luftbild der Regattastrecke Strathclyde Loch

Im Rahmen der Ruder-Europameisterschaften 2018 wurde zwischen dem 2. und 5. August 2018 der Wettbewerb im Leichtgewichts-Doppelzweier der Frauen auf der Regattastrecke Strathclyde Loch ausgetragen. Es nahmen insgesamt elf Mannschaften teil und der Wettbewerb bestand aus zwei Vorläufen, zwei Hoffnungsläufen sowie einem A- und B-Finale.
Für den Schweizerischen Ruderverband gingen Patricia Merz und Frédérique Rol an den Start und gewannen die Bronzemedaille. Die deutsche Mannschaft bestehend aus Leonie Pless und Katrin Thoma belegte im B-Finale den ersten Platz und das österreichische Team bestehend aus Louisa Altenhuber und Laura Arndorfer belegte im B-Finale den dritten Platz. Den Europameistertitel sicherte sich das niederländische Duo Marieke Keijser und Ilse Paulis vor den Polinnen Weronika Deresz und Joanna Dorociak und dem Schweizer Team.

## Mannschaften
| Nation         | Ruderinnen                                 |
| -------------- | ------------------------------------------ |
| Deutschland    | Leonie Pless Katrin Thoma                  |
| Griechenland   | Anastasia Vontzou Thomais Emmanouilidou    |
| Großbritannien | Eleanor Piggott Francesca Rawlins          |
| Irland         | Aoife Casey Denise Walsh                   |
| Italien        | Valentina Rodini Federica Cesarini         |
| Niederlande    | Marieke Keijser Ilse Paulis                |
| Norwegen       | Maia Lund Siri Eva Kristiansen             |
| Österreich     | Louisa Altenhuber Laura Arndorfer          |
| Polen          | Weronika Deresz Joanna Dorociak            |
| Rumänien       | Ionela-Livia Cozmiuc Gianina-Elena Beleagă |
| Schweiz        | Patricia Merz Frédérique Rol               |

## Wettbewerb

### Vorläufe
Die beiden Vorläufe wurden am 2. August 2018 ausgetragen. Die Sieger der Vorläufe qualifizierten sich direkt für das Finale, währenddessen die anderen über den Hoffnungslauf die Möglichkeit haben, sich für das Finale zu qualifizieren.

#### Vorlauf 1
| Platz | Nation     | Zeit in min | Zeit in min | Zeit in min | Zeit in min | Qualifikation |
| Platz | Nation     | 0500 m      | 1000 m      | 1500 m      | 2000 m      | Qualifikation |
| ----- | ---------- | ----------- | ----------- | ----------- | ----------- | ------------- |
| 1     | Polen      | 1:43,15     | 3:31,21     | 5:20,54     | 7:08,54     | Finale        |
| 2     | Schweiz    | 1:44,37     | 3:32,78     | 5:22,04     | 7:09,56     | Hoffnungslauf |
| 3     | Italien    | 1:43,88     | 3:32,48     | 5:21,41     | 7:10,11     | Hoffnungslauf |
| 4     | Irland     | 1:47,76     | 3:37,43     | 5:29,71     | 7:22,02     | Hoffnungslauf |
| 5     | Österreich | 1:45,46     | 3:36,23     | 5:30,83     | 7:27,25     | Hoffnungslauf |
| 6     | Norwegen   | 1:48,03     | 3:42,79     | 5:39,60     | 7:37,45     | Hoffnungslauf |

#### Vorlauf 2
| Platz | Nation         | Zeit (min) | Zeit (min) | Zeit (min) | Zeit (min) | Qualifikation |
| Platz | Nation         | 0500 m     | 1000 m     | 1500 m     | 2000 m     | Qualifikation |
| ----- | -------------- | ---------- | ---------- | ---------- | ---------- | ------------- |
| 1     | Niederlande    | 1:42.12    | 3:28.31    | 5:14.90    | 6:59,04    | Finale        |
| 2     | Rumänien       | 1:43,13    | 3:29,03    | 5:16,14    | 7:00,05    | Hoffnungslauf |
| 3     | Großbritannien | 1:43,03    | 3:31,05    | 5:20,18    | 7:10,68    | Hoffnungslauf |
| 4     | Deutschland    | 1:44,61    | – 1        | – 1        | 7:20,73    | Hoffnungslauf |
| 5     | Griechenland   | 1:45,90    | 3:37,48    | 5:31,09    | 7:23,53    | Hoffnungslauf |

### Hoffnungsläufe
Von den beiden Hoffnungsläufen, welche am 3. August 2018 durchgeführt wurden, qualifizierten sich jeweils die beiden bestplatzierten Mannschaften für das A-Finale. Währenddessen müssen die anderen Mannschaften im B-Finale starten.

#### Hoffnungslauf 1
| Platz | Nation         | Zeit in min | Zeit in min | Zeit in min | Zeit in min | Qualifikation |
| Platz | Nation         | 0500 m      | 1000 m      | 1500 m      | 2000 m      | Qualifikation |
| ----- | -------------- | ----------- | ----------- | ----------- | ----------- | ------------- |
| 1     | Schweiz        | 1:43,42     | 3:30,01     | 5:17,42     | 7:03,89     | Finale        |
| 2     | Großbritannien | 1:43,30     | 3:30,19     | 5:18,65     | 7:06,04     | Finale        |
| 3     | Irland         | 1:45,69     | 3:34,72     | 5:25,12     | 7:11,31     | B-Finale      |
| 4     | Norwegen       | 1:47,85     | 3:39,41     | 5:30,93     | 7:20,69     | B-Finale      |
| 5     | Griechenland   | 1:46,37     | 3:36,88     | 5:29,70     | 7:20,82     | B-Finale      |

#### Hoffnungslauf 2
| Platz | Nation      | Zeit (min) | Zeit (min) | Zeit (min) | Zeit (min) | Qualifikation |
| Platz | Nation      | 0500 m     | 1000 m     | 1500 m     | 2000 m     | Qualifikation |
| ----- | ----------- | ---------- | ---------- | ---------- | ---------- | ------------- |
| 1     | Rumänien    | 1:43,32    | 3:30,63    | 5:18,09    | 7:07,52    | Finale        |
| 2     | Italien     | 1:43,88    | 3:31,33    | 5:20,28    | 7:11,39    | Finale        |
| 3     | Deutschland | 1:43,69    | 3:33,73    | 5:25,17    | 7:15,02    | B-Finale      |
| 4     | Österreich  | 1:45,47    | 3:34,61    | 5:26,11    | 7:16,92    | B-Finale      |

### Finalläufe
Am 5. August 2018 wurden sowohl das A- als auch das B-Finale durchgeführt.

#### A-Finale
| Platz | Nation         | Zeit (min) | Zeit (min) | Zeit (min) | Zeit (min) |
| Platz | Nation         | 0500 m     | 1000 m     | 1500 m     | 2000 m     |
| ----- | -------------- | ---------- | ---------- | ---------- | ---------- |
| 1     | Niederlande    | 1:42,49    | 3:26,89    | 5:12,54    | 6:57,35    |
| 2     | Polen          | 1:41,67    | 3:26,81    | 5:13,63    | 6:58,39    |
| 3     | Schweiz        | 1:42,76    | 3:27,63    | 5:14,75    | 7:00,36    |
| 4     | Rumänien       | 1:43,05    | 3:28,38    | 5:14,65    | 7:00,58    |
| 5     | Italien        | 1:42,85    | 3:28,41    | 5:16,54    | 7:05,26    |
| 6     | Großbritannien | 1:43,27    | 3:28,51    | 5:17,11    | 7:08,34    |

#### B-Finale
| Platz | Nation       | Zeit (min) | Zeit (min) | Zeit (min) | Zeit (min) |
| Platz | Nation       | 0500 m     | 1000 m     | 1500 m     | 2000 m     |
| ----- | ------------ | ---------- | ---------- | ---------- | ---------- |
| 1     | Deutschland  | 1:43,94    | 3:31,19    | 5:21,01    | 7:11,14    |
| 2     | Irland       | 1:45,91    | 3:33,33    | 5:22,43    | 7:11,77    |
| 3     | Österreich   | 1:45,42    | 3:32,99    | 5:23,21    | 7:15,63    |
| 4     | Griechenland | 1:46,87    | 3:35,53    | 5:26,95    | 7:21,14    |
| 5     | Norwegen     | 1:46,42    | 3:36,20    | 5:27,62    | 7:23,96    |